# 王善澤
王善澤，山東省泰安府東阿縣人，清朝政治人物。同進士出身。
光緒二年（1876年），參加丙子恩科會試，得貢士第82名。殿試登進士三甲第91名。同年五月（6月3日），著分六部學習。